# Felix Mallard
Felix Mallard, född 20 april 1998 i Melbourne, är en australisk skådespelare, musiker och modell. Från 2014 till 2019 spelade han Ben Kirk i såpoperan Neighbours. Därefter spelade han Cooper den amerikanska komediserien Happy Together till dess återkallelse 2019. Han spelar Lucas Caravaggio i Netflix-serien Lockey & Key, Aiden i Zoey's Extraordinary Playlist och Marcus Baker i Ginny & Georgia.